# Каслмен, Фрэнк
Фрэнк Райли Каслмен (англ. Frank Riley Castleman; 17 марта 1877, Трейси-Крик — 9 октября 1946, Колумбус, Огайо) — американский легкоатлет, серебряный призёр летних Олимпийских игр 1904 года.
На Играх 1904 в Сент-Луисе Каслмен участвовал в четырёх дисциплинах. Он занял второе место в беге на 200 м с барьерами, выиграв серебряную медаль. Также он занял четвёртое место в гонке на 110 м с барьерами, шестое в 60 м, и остановился на полуфинале в забеге на 100 м.